# Casa d'habitatges Pere Mas
La Casa d'habitatges Pere Mas és una obra barroca de Vic (Osona) inclosa a l'Inventari del Patrimoni Arquitectònic de Catalunya.

## Descripció
Casa mitgera de planta baixa, entresòl i dues plantes nobles. És de planta quadrada i coberta a dues vessants. Presenta un eix de simetria central, l'alçat dels pisos, així com les mides de les obertures, disminueix amb l'alçada. A la planta hi ha una porta principal, de gran alçada, d'arc escarser: element que s'alterna amb portals rectangulars, molts dels quals contenen dos nivells d'obertura. En les dues plantes superiors, es mantenen les obertures, destacant el balcó que les enllaça amb la planta primera. Cal remarcar el ferro forjat de les reixes i baranes. La barbacana és decorada amb una cornisa. Els brancals i llindes de les obertures són de pedra. La façana es troba arrebossada. Els baixos estan destinats a tallers i la part central on hi ha l'escala de veïns hi ha una bonica escala amb decoracions de forja.

## Història
L'antic camí de Gurb sorgí com la prolongació del c/ de les Neus cap al segle xii, moment en què les masies anaven canviant la seva fesomia a favor de cases mitgeres que seguien el traçat natural del camí. Al segle xv es construir l'església gòtica dels Carmelites prop de l'actual c/ Arquebisbe Alemenay que fou enderrocada el 1655 en convertir la ciutat en plaça fortificada contra els francesos durant la guerra dels Segadors. En els segles XVII-XVIII es va construir l'actual convent i l'església dels Carmelites calçats. Al segle xviii la ciutat experimenta un fort creixement i aquests carrers itinerants es renoven formant part de l'eixample Morató. Al segle xix amb la urbanització de l'Horta d'en Xandri, entre el c/ Gurb i el c/ de Manlleu, també es renova. Actualment el carrer viu una etapa d'estancament i convindria rehabilitar-lo. L'edifici ja existeix segurament al segle xviii. L'aspecte actual ve donada per la unificació de dues cases, a l'any 1861. Al redós de l'any 1914 es reforma el portal, el qual té una inscripció amb el non de Josep Coll.